# 조 모렐
조세프 존 모렐(영어: Joseff John Morrell, 1997년 1월 3일 ~ )은 웨일스의 축구 선수이다. 포지션은 중앙 미드필더이며, 현재 잉글랜드 EFL 리그 원의 포츠머스 FC에서 뛰고 있다.